# Гепард (подводная лодка)
«Гепард» — подводная лодка российского императорского флота типа «Барс». Построена в 1913—1915 годах, входила в состав Балтийского флота. Участвовала в Первой мировой войне, погибла в октябре 1917 года.

## История строительства

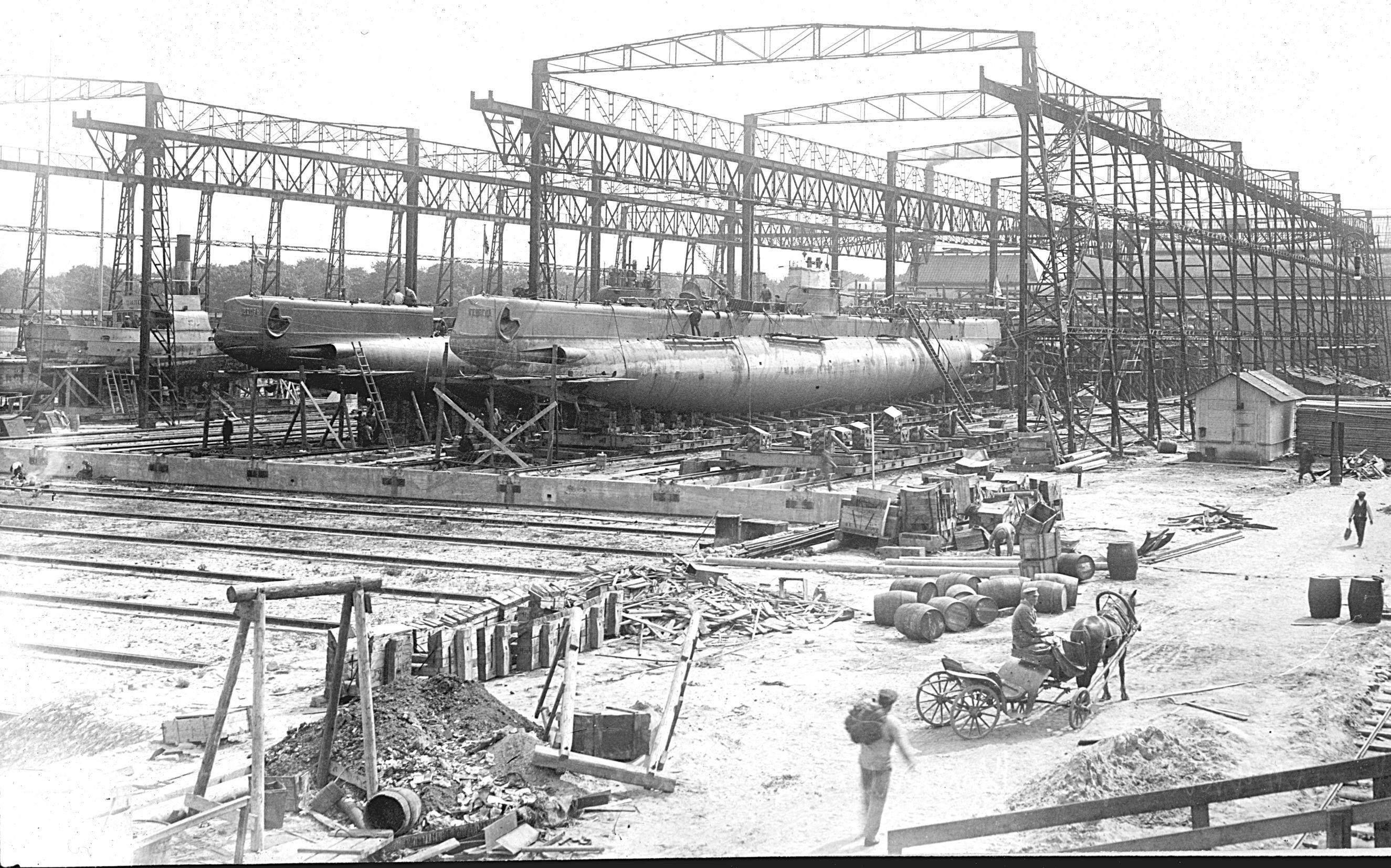
«Гепард» (справа) и «Вепрь» на строящемся заводе «Ноблесснер», 1915 год.

«Гепард» был заложен 17 августа 1913 года на Балтийском заводе в Санкт-Петербурге, предназначалась для Балтийского флота. 17 марта 1915 года зачислена в состав 1-го дивизиона Дивизии подводных лодок Балтийского моря. Спуск на воду состоялся 2 июня 1915 года.
Из-за отсутствия заложенных в проекте мощных дизелей (2х1320 л. с.) «Гепард» получил два дизеля по 250 л. с., снятые с канонерских лодок типа «Шквал». В 1915—1916 годах на строящемся заводе «Ноблесснер» в Ревеле бортовые торпедные аппараты «Гепарда» перенесли на палубу, а глубокие ниши, в которых они находились раньше, заделали.
12 июля 1915 года лодка под командованием Я. И. Подгорного вступила в строй.

## История службы

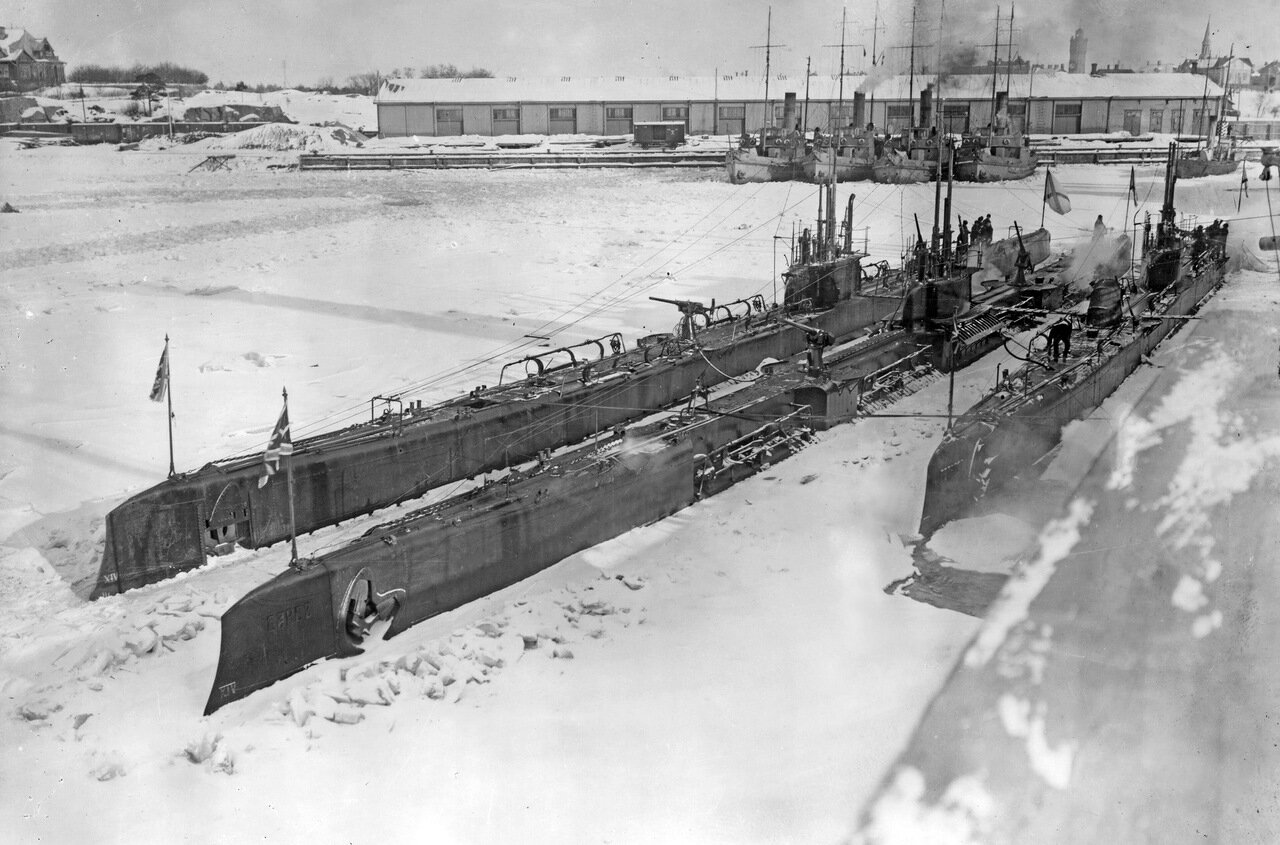
«Волк», «Барс» и «Гепард» (справа, у пирса) в Гангэ, зима 1915—1916 года.

В июле 1915 года на «Гепард» установили 37-мм палубное орудие и 7,62-мм съёмные пулемёты. В октябре 1915 года артиллерийское вооружение было утверждено в составе одного 57-мм орудия, одного 37-мм орудия и одного пулемёта.
Принимала участие в Первой мировой войне, выходила в море на дозорную службу, действовала на коммуникациях противника, обеспечивала и прикрывала действия лёгких сил флота. Совершила не менее семи боевых походов, произвела три торпедные атаки, успехов не достигла. В 1917 году экипаж «Гепарда» активно участвовал в событиях Февральской революции.
12 октября 1917 года вышла в боевой поход на позицию в район острова Фильзанд и пропала без вести со всем экипажем (40 человек). Исключена из состава флота 29 мая 1918 года.
В сентябре 2009 года шведские исследователи сообщили об обнаружении остова русской подводной лодки на глубине 100 метров в 30 милях от острова Готска-Сандён. Предположительно, найден именно «Гепард», но точное опознание не производилось.

## Память
22 февраля 1993 года наименование «Гепард» получила строящаяся российская многоцелевая гвардейская атомная подводная лодка К-335 проекта 971.

## Командиры
- 12 января 1915 — 11 июля 1916: Я. И. Подгорный
- 11 июля 1916 — 23 октября 1916: К. К. Фон Нерике
- 25 сентября 1916 — октябрь 1917: Н. Л. Якобсон (до 23 октября 1916 — как врио).